# Дубровское сельское поселение (Волгоградская область)
Дубровское се́льское поселе́ние — муниципальное образование в составе Киквидзенского района Волгоградской области.
Административный центр — хутор Дубровский.

## История
Дубровское сельское поселение образовано 10 декабря 2004 года в соответствии с Законом Волгоградской области № 967-ОД.

## Население
| 2010 | 2012 | 2013 | 2014 | 2015 | 2016 | 2017 |
| ---- | ---- | ---- | ---- | ---- | ---- | ---- |
| 975  | ↘974 | ↘967 | ↘942 | ↘909 | ↘878 | ↘858 |
| 2018 | 2019 | 2020 | 2021 |      |      |      |
| ↘849 | ↘841 | ↘828 | ↘804 |      |      |      |

## Состав сельского поселения
| № | Населённый пункт | Тип населённого пункта        | Население |
| - | ---------------- | ----------------------------- | --------- |
| 1 | Дубровский       | хутор, административный центр | 597       |
| 2 | Лапин            | хутор                         | 54        |
| 3 | Марчуковский     | хутор                         | 1         |
| 4 | Расстригин       | хутор                         | 127       |
| 5 | Страхов          | хутор                         | 196       |